# Zina Kuszniruk
Zina Antoniwna Kuszniruk (ukr. Зіна Антонівна Кушнірук, ur. 5 stycznia 1962 w Okninach Wielkich) – ukraiński dziennikarka, redaktorka, zasłużony dziennikarz Ukrainy (2003).

## Biografia
Ukończyła studia na Wydziale Filologicznym Instytutu Pedagogicznego w Tarnopolu (1983, obecnie Narodowy Uniwersytet Pedagogiczny im. Wołodymyra Hnatiuka w Tarnopolu).
W latach 1984–1995 pracowała w redakcji regionalnej gazety „Wilne żyttia”. Od 1995 r. felietonistka, kierownica działu redakcji gazety „Swoboda”, prowadząca stronę „Gniazdo”. Od września 2007 do 2013 redaktorka gazety „Swoboda”. Od 2013 r. redaktorka naczelna gazety „Nasz deń”.
Własna korespondentka gazety medycznej Ukrainy „Twoje zdrowie”. Autorka licznych publikacji w publikacjach ogólnoukraińskich.

## Źródła
- Григорій Грещук: Кушнірук Зіна Антонівна. W: Тернопільський енциклопедичний словник. редкол.: Г. Яворський та ін.. T. 2: К—О. Тернопіль : Видавничо-поліграфічний комбінат «Збруч», 2005, s. 307–308. ISBN 966-528-199-2. (ukr.)